# The Polish News Bulletin
The Polish News Bulletin (PNB) – anglojęzyczne wydawnictwo z siedzibą w Warszawie zajmujące się publikacją biuletynów politycznych i gospodarczych. Publikacje PNB skierowane są przede wszystkim do ekspertów mieszkających i pracujących w Polsce. Biuletyny wydawane są przez spółkę The Polish News Bulletin Company sp. z o.o., która wchodzi w skład międzynarodowej grupy medialnej NEWTON Media A.S. z siedzibą w Pradze.

## Historia
The Polish News Bulltin powstał w roku 1948. W latach powojennych stanowił centrum informacyjne dwóch anglojęzycznych ambasad mieszczących się w Warszawie – Ambasady Wielkiej Brytanii oraz Ambasady Stanów Zjednoczonych. Biuletyny powstawały wówczas w oparciu o tłumaczenia polskiej prasy. Od lat dziewięćdziesiątych wydawnictwo działa na zasadach komercyjnych dostarczając anglojęzyczny serwis dyplomatom oraz ekspatom pracującym w międzynarodowych korporacjach.

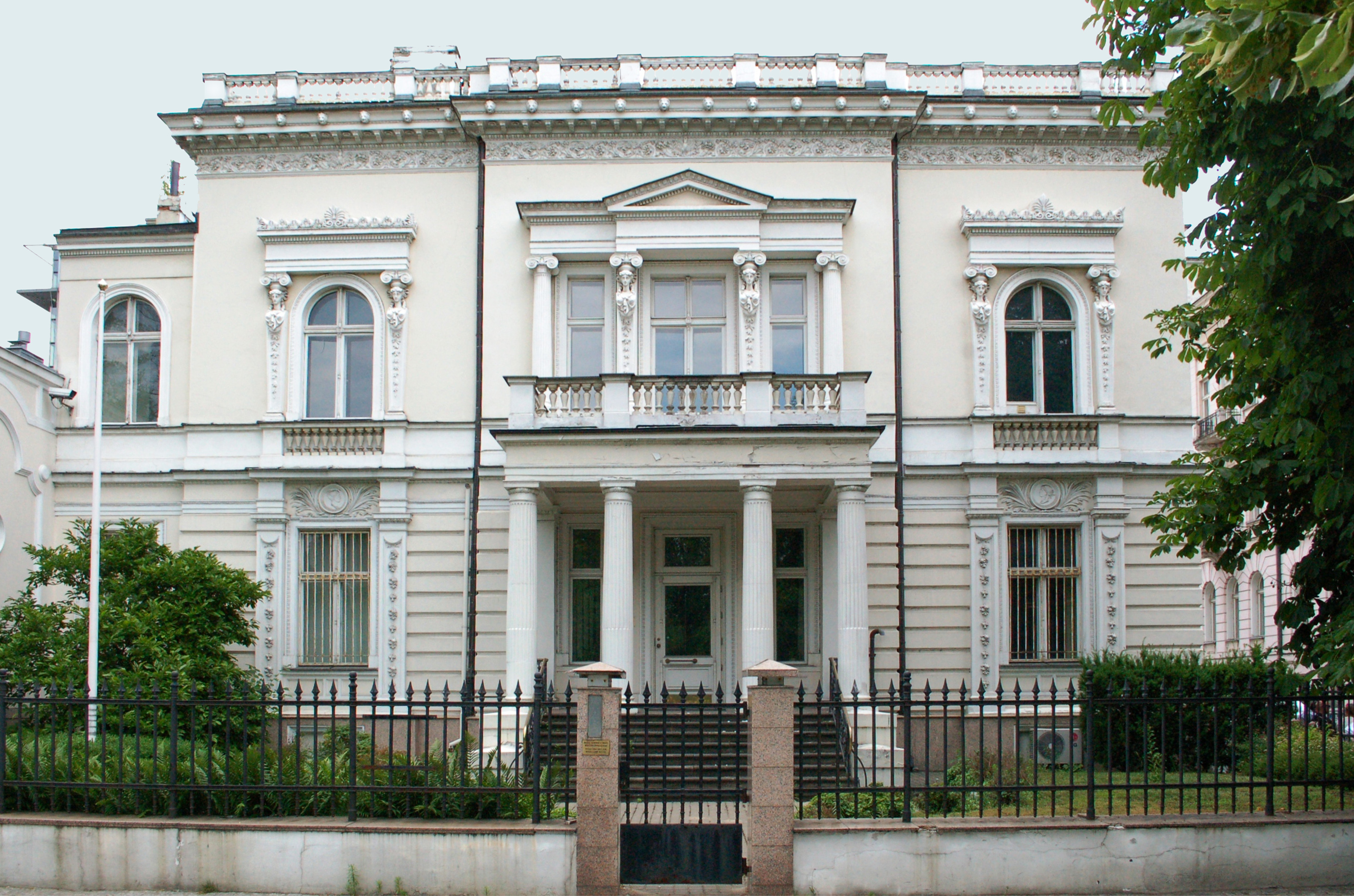
Ambasada Wielkiej Brytanii w Warszawie (w latach 1945–2008)
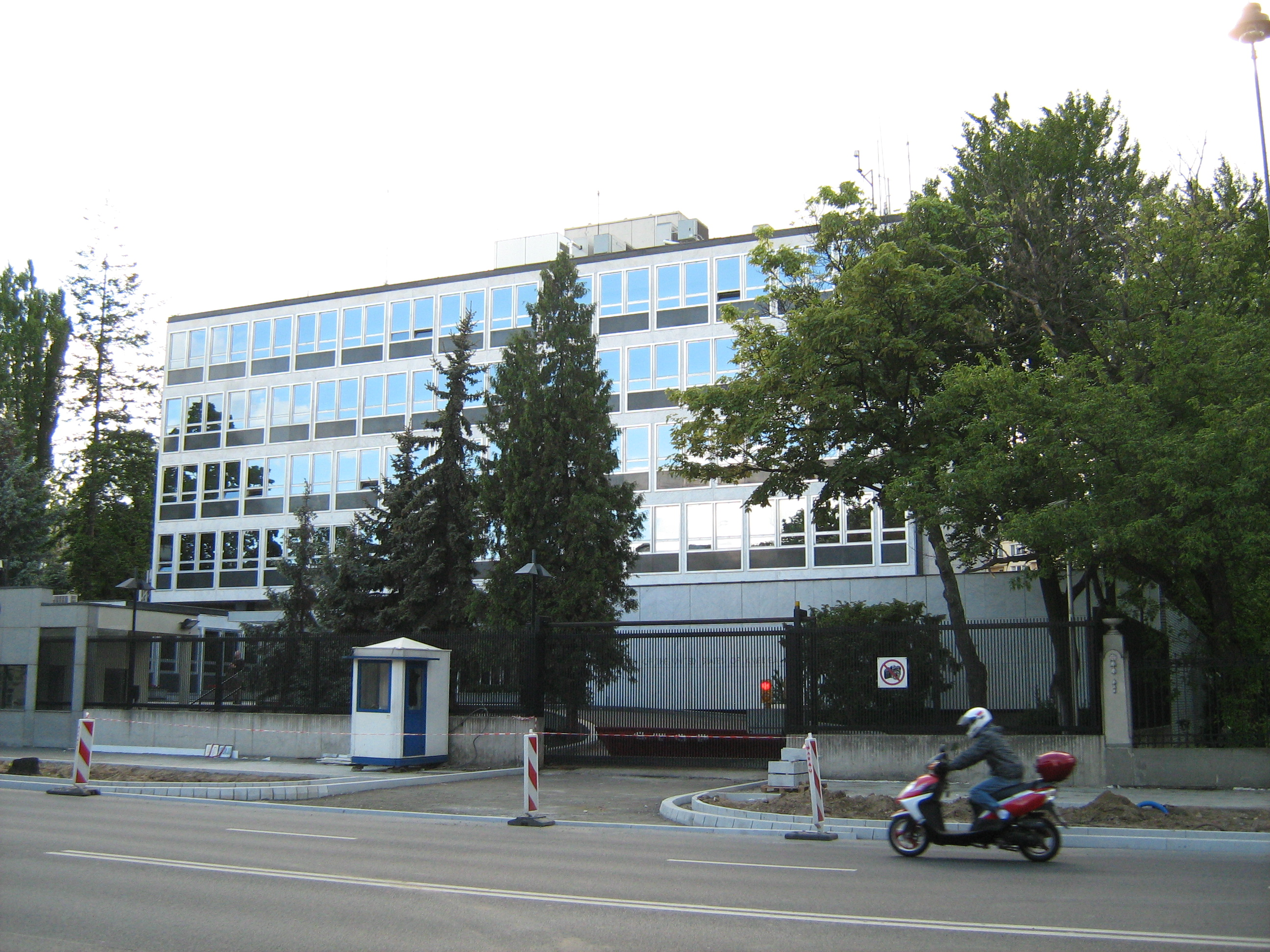
Ambasada Amerykańska w Warszawie (2015)
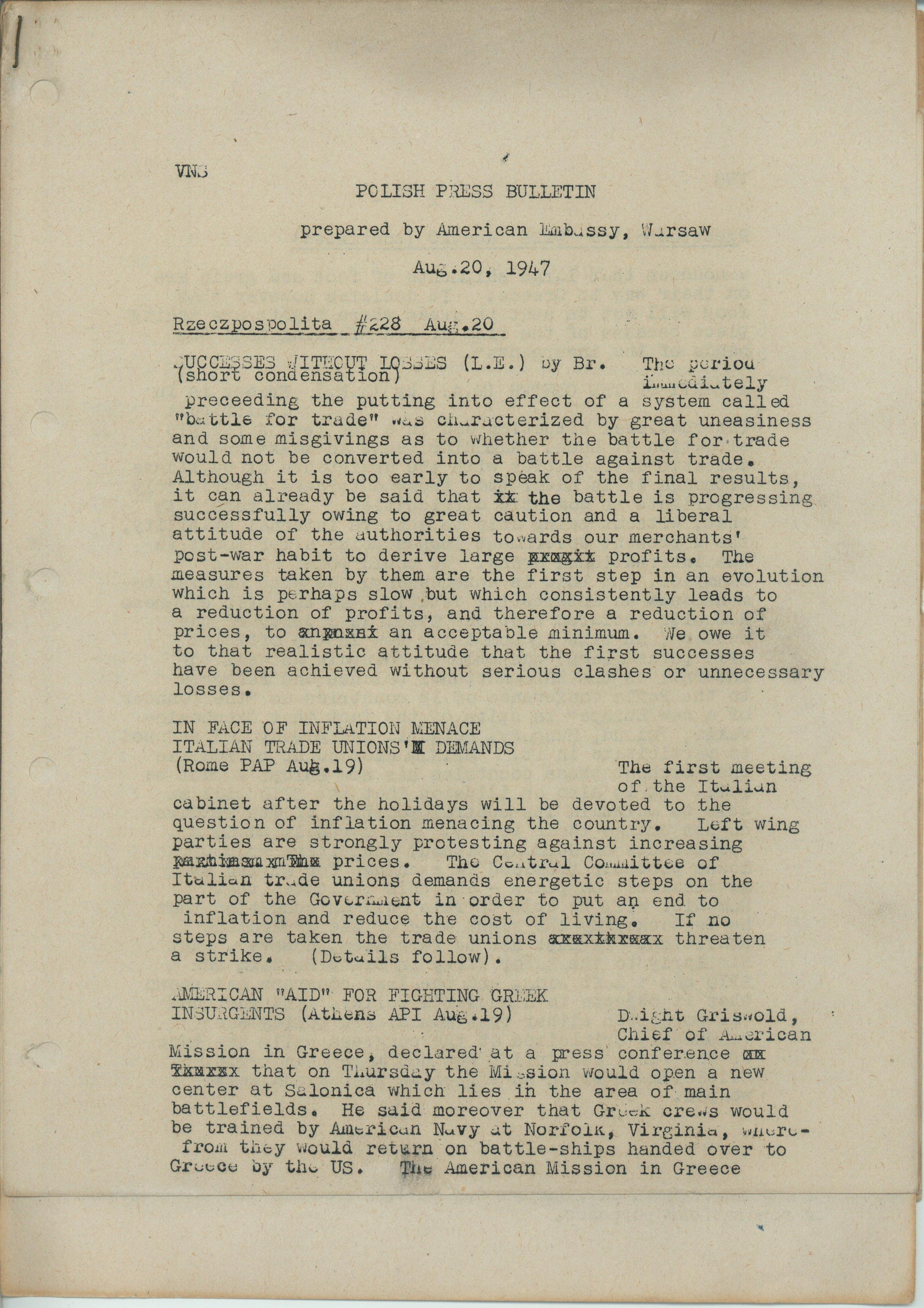
The Polish News Bulletin Daily publikowany w Ambasadzie Stanów Zjednoczonych (1947)
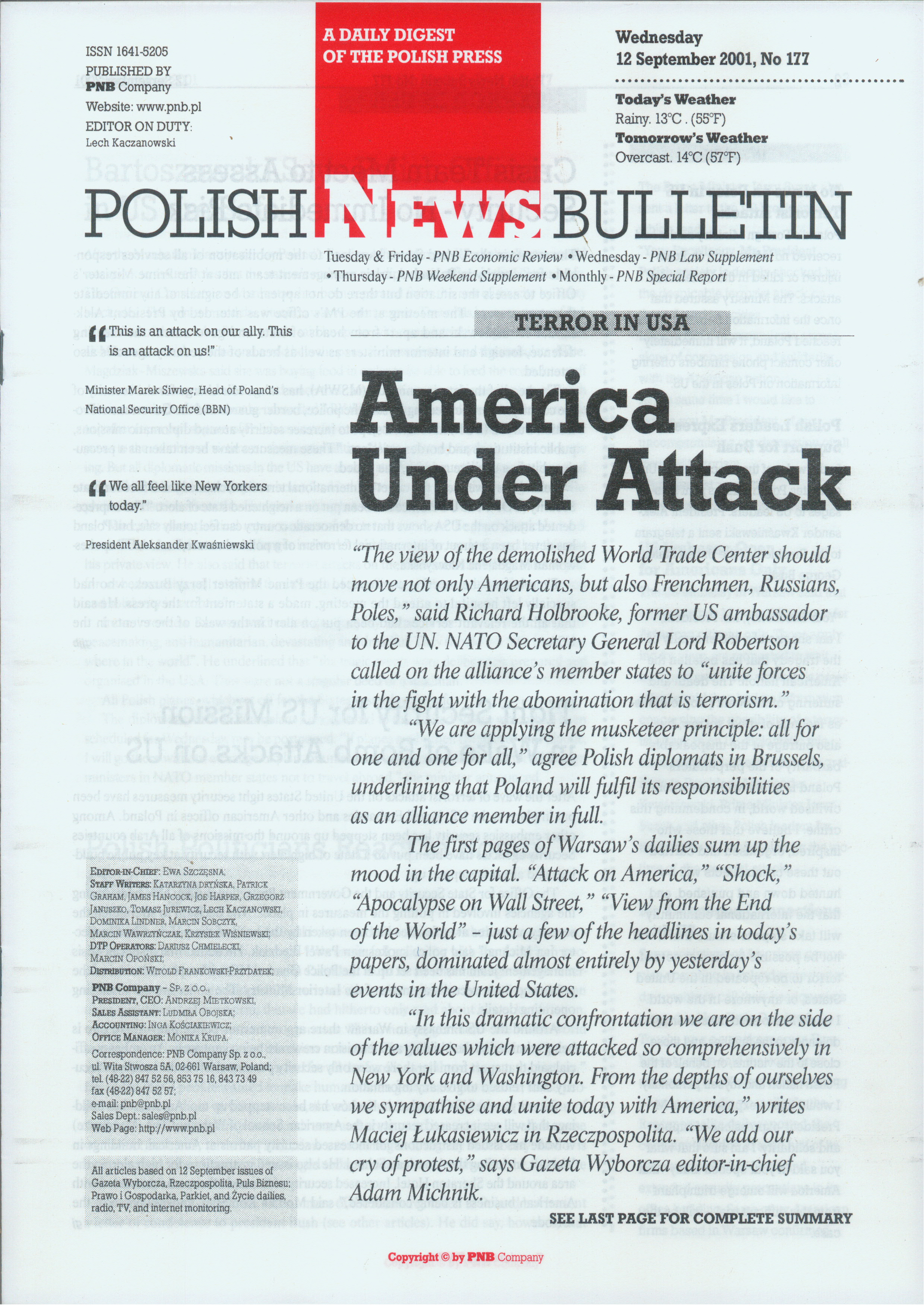
The PNB Daily – pierwsza strona (2001)
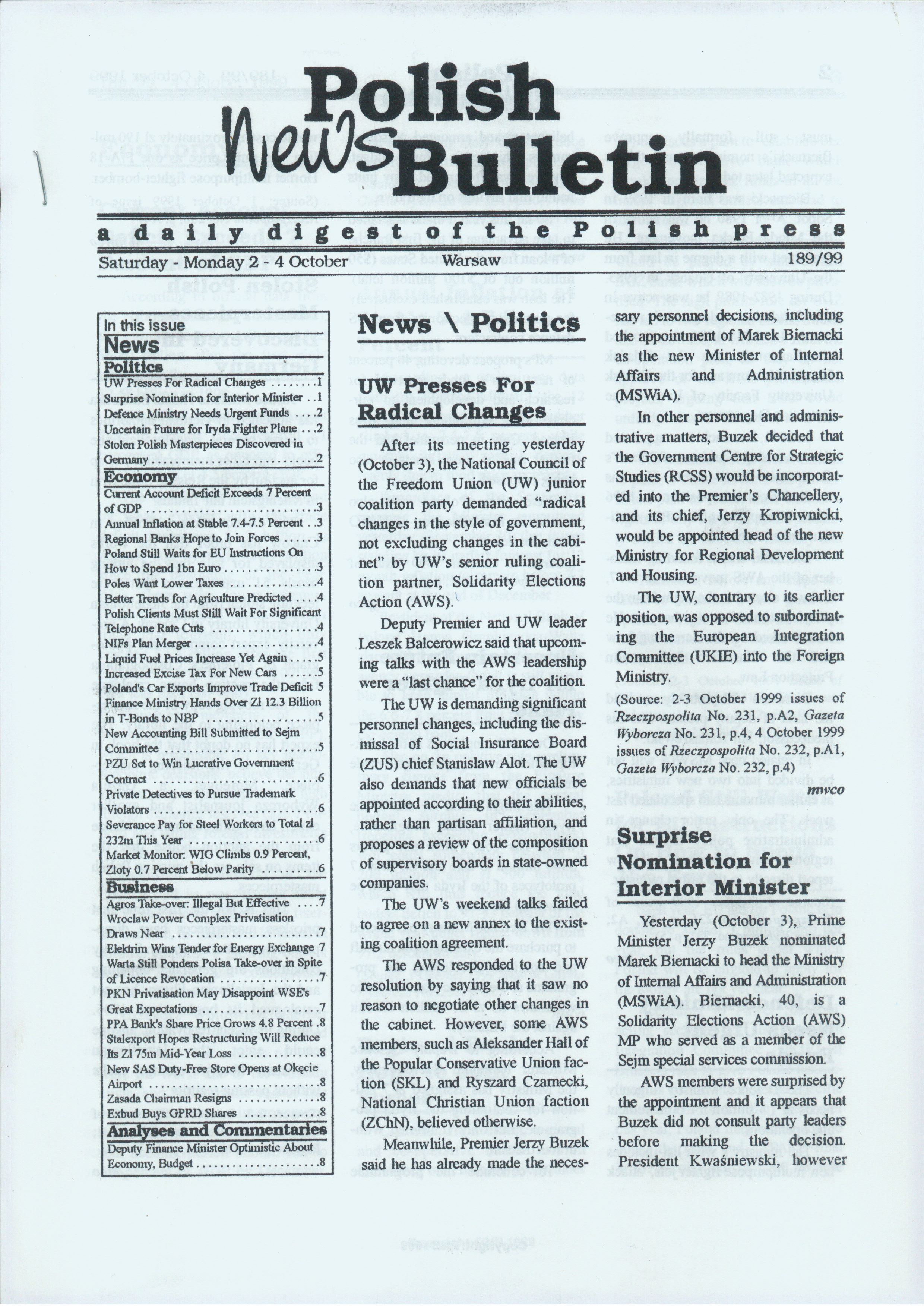
The PNB Daily – pierwsza strona (1999)
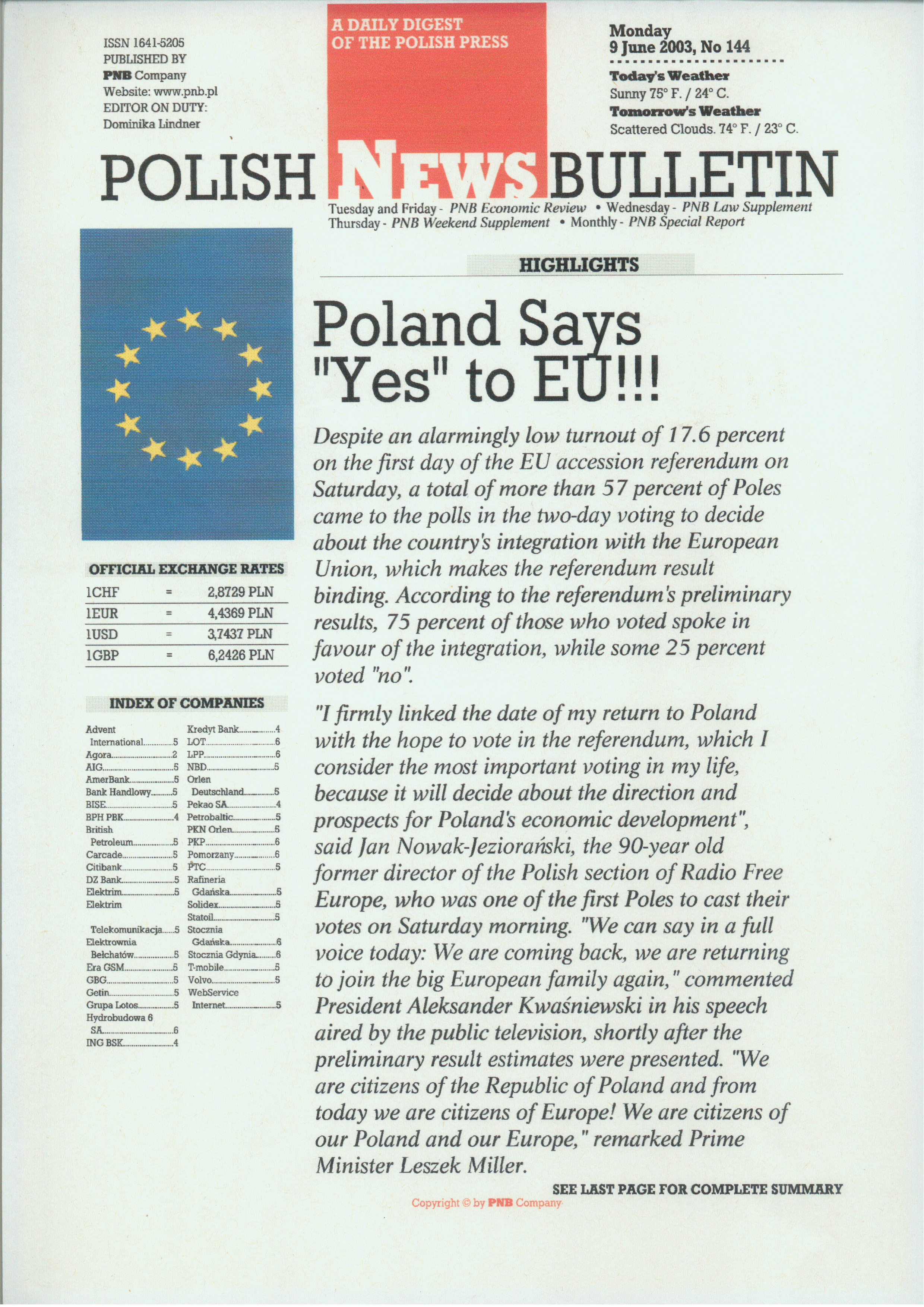
The PNB Daily – pierwsza strona (2004)

## Publikacje
Polish News Bulletin Daily – tytuł publikowany od początku istnienia instytucji. Wydawany codziennie, od poniedziałku do piątku. Zawiera skróty i analizy bieżących wydarzeń w Polsce.
PNB Economic Review – wydawany dwa razy w tygodniu. Kładzie nacisk na wiadomości ekonomiczne, analizy i opinie polskich ekspertów.
PNB Law Supplement – biuletyn wydawany raz w tygodniu. Zawiera informacje dotyczące zmian legislacyjnych w kraju.
PNB Weekend Supplement – cotygodniowa analiza najważniejszych wydarzeń w Polsce.
PNB Special Report – przegląd wybranych sektorów gospodarki z naciskiem na kwestie cieszące się szczególnym zainteresowaniem inwestorów zagranicznych. Wydawany raz w miesiącu.

## Współpraca międzynarodowa
Podczas niemal siedemdziesięcioletniej historii The Polish News Bulletin współpracował z wieloma zagranicznymi wydawnictwami i agencjami informacyjnymi. Treści publikowane przez PNB były lub są dostępne dla odbiorców międzynarodowych między innymi za pośrednictwem LexisNexis, Factiva (Dow Jones) oraz Euromoney.